# DieLochis
Die Lochis – niemiecki duet muzyczny i komediowy tworzony przez braci-bliźniaków, Heiko i Romana Lochmannów (ur. 13 maja 1999), którzy zdobyli popularność dzięki aktywności w serwisie YouTube.

## Kariera
24 sierpnia 2011 bracia założyli kanał DieLochis w serwisie YouTube, na którym prezentują parodie znanych przebojów i autorskie utwory muzyczne. W 2012 otrzymali nagrodę publiczności w konkursie Webvideopreises w kategorii Newbie. Kanał DieLochis znajduje się na 18. miejscu rankingu „najczęściej subskrybowanych kanałów na YouTube w Niemczech”.
W sierpniu 2013 zostali objęci zestawieniem Media Control Charts w Niemczech. Byli jednymi z gości VideoDays 2013 organizowanego w Lanxess Arena w Koloniią. 1 marca 2014 zaprezentowali piosenkę „Ich bin Blank”, która trafiła na 34. miejsce na niemieckiej liście przebojów.
W 2015 odbyli swoją pierwszą trasę koncertową, zatytułowaną Lochiversum Tour, obejmującą koncerty w Niemczech i Szwajcarii. 24 grudnia 2015 premierę miał film fabularny Bruder vor Luder, w którym zagrali. W 2016 wydali swój debiutancki album studyjny, zatytułowany #Zwilling, który promowany był przez dwa single: „Lieblingslied” i „Lady”.
| Bracia Rochmannowie w serwisie YouTube | Bracia Rochmannowie w serwisie YouTube | Bracia Rochmannowie w serwisie YouTube | Bracia Rochmannowie w serwisie YouTube |
| Nazwa kanału                           | Data założenia                         | Liczba subskrypcji                     | Liczba wyświetleń                      |
| -------------------------------------- | -------------------------------------- | -------------------------------------- | -------------------------------------- |
| DieLochis                              | 24 sierpnia 2011                       | +2,6 mln                               | +928 mln                               |
| DieLochisTwo                           | 16 maja 2012                           | +207 tys.                              | +16,5 mln                              |
| Lochi vs Lochi                         | 26 grudnia 2017                        | +170 tys.                              | +8,9 mln                               |

Wiosną 2018 brali udział w jedenastym sezonie programu RTL Let’s Dance, będącym niemiecką wersją formatu Dancing with the Stars. Heiko w parze z Kathrin Menzinger zajął 12. miejsce, odpadając w trzecim odcinku, a Roman tańczył z Katją Kaluginą, z którą zajął 8. miejsce, odpadając w siódmym odcinku. 31 sierpnia 2018 ukaże się ich drugi album, zatytułowany #WhatIsLife.
We wrześniu 2019 ukazała się ich ostatnia płyta Kapitel X. W 2019 Heiko i Roman skończyli swoją działalność jako die Lochis, a jesienią odbyła się ostatnia trasa koncertowa „Abschluss Tour”.

## Dyskografia

### Albumy studyjne
- #Zwilling (2016)
- #WhatIsLife (2018)

### Single
| Rok  | Tytuł                | Album       |
| ---- | -------------------- | ----------- |
| 2012 | „Unsere Zeit”        | –           |
| 2013 | „Durchgehend Online” | –           |
| 2014 | „Ich bin blank”      | –           |
| 2015 | „Mein letzer Tag”    | –           |
| 2015 | „Ab geht’s”          | –           |
| 2015 | „Bruder vor Luder”   | –           |
| 2016 | „Lieblingslied”      | #Zwilling   |
| 2016 | „Lady”               | #Zwilling   |
| 2017 | „18”                 |             |
| 2018 | „Lava”               | #whatislife |

## Nagrody
- 2012 – zwycięzcy Webvideopreises w kategorii newbie (nagroda publiczności)
- 2014 – nagroda PlayAward w kategorii Comedy na VideoDays 2014 w Kolonii
- 2015 – złoty Golden Play Button za osiągnięcie jednego miliona subskrybentów na VideoDays 2015 w Berlinie

## Nominacje
- 2013 – nominacja w kategorii LOL przez Webvideopreises
- 2014 – nominacja w kategorii NowPlaying przez Webvideopreises
- 2015 – nominacja w kategorii Lieblings-Videoblogger: Deutschland, Österreich, Schweiz na Nickeloden Kids’ Choice Awards 2015